# بار (شوابن)
بار (به آلمانی: Baar) یک شهر در آلمان است که در ایچاچ-فردبرگ واقع شده‌است.